# (25002) 1998 OP7
A (25002) 1998 OP7 a Naprendszer kisbolygóövében található aszteroida. Eric Walter Elst fedezte fel 1998. július 26-án.